# Santuario della Madonna delle Grazie (Ardesio)
Il santuario della Madonna delle Grazie, situato nel centro di Ardesio, risale al XVII secolo ed è dedicato al culto cattolico mariano.

## Storia
Il santuario fu edificato nel luogo dove sarebbe avvenuta, il 23 giugno 1607, un'apparizione mariana.
 La famiglia Salera, composta dal padre Marco, la moglie Maddalena e dalle due figlie Maria e Caterina, possedeva un mulino e la raccolta del fieno era il suo sostentamento. Quel giorno il cielo minacciava un violento temporale che spaventò la madre facendole temere di perdere il raccolto ormai maturo. Maddalena esortò le figlie alla preghiera nella stanza affrescata dei Santi per scongiurare il temporale. Secondo la tradizione, a un tratto la stanza si illuminò e apparve loro la Madonna col Bambino, seduta su un trono d'oro. Subito dopo l'apparizione il cielo tornò sereno. La Madonna non parlò e il fenomeno non si ripeté, ma la notizia dell'evento si sparse velocemente nel paese, trasformando quell'umile stanza in un luogo di preghiera.
La stanza dei Santi era stata commissionata da un sacerdote nel 1449 al pittore clusonese Giacomo Busca, e raffigurava un gruppo di santi con al centro un grande crocefisso. L'apparizione della Vergine addolorata ai piedi del crocefisso come mediatrice di grazie tra il figlio e il suo popolo sofferente, la fecero denominare Madonna delle Grazie.

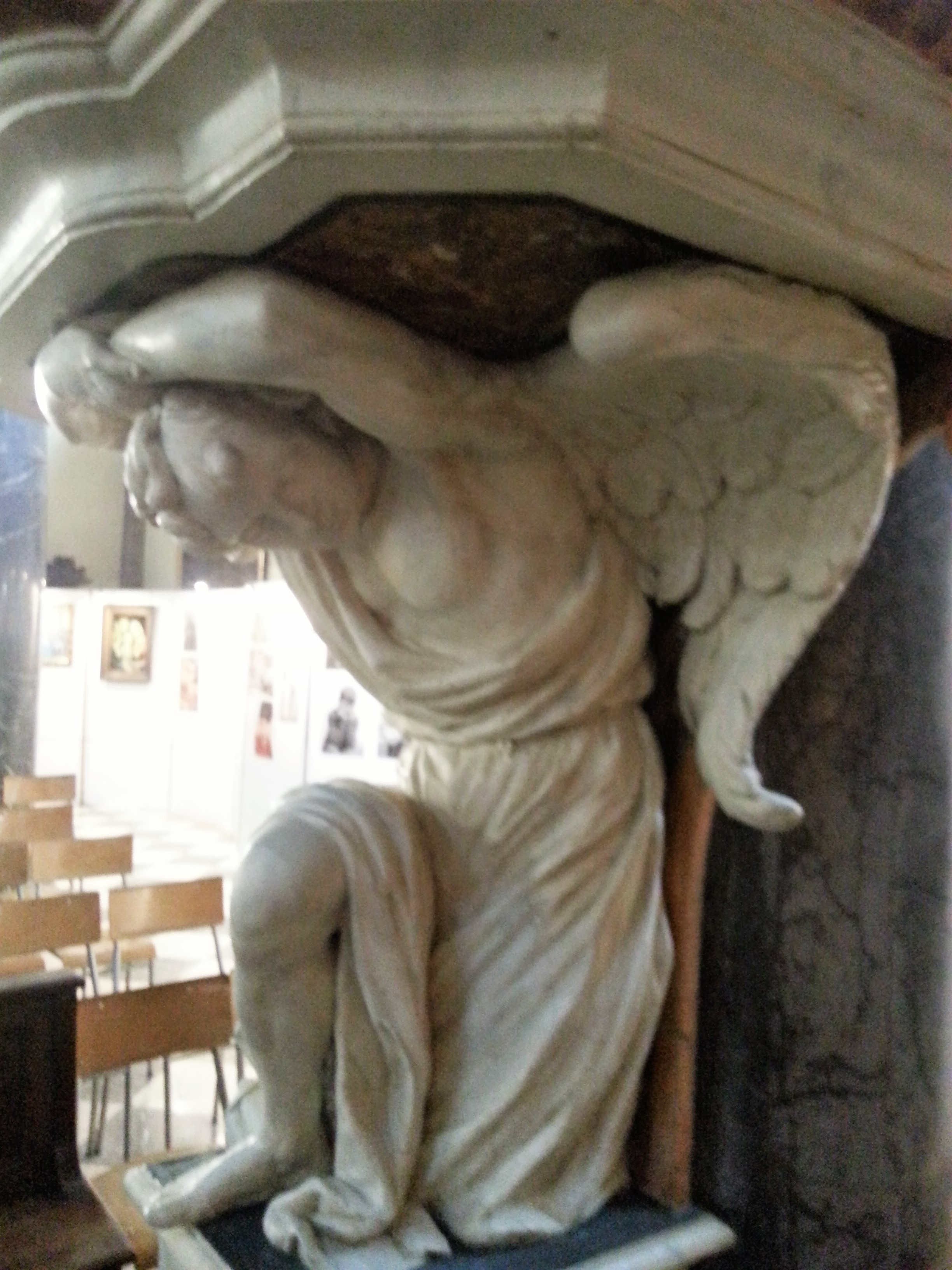
Particolare dell'angelo che sorregge il pulpito

L'apparizione mariana ad Ardesio avvenne in un periodo in cui l'eresia protestante, giunta dalla Svizzera e penetrata in Valtellina, zone con le quali molti valligiani avevano rapporti commerciali o professionali, stava tentando di propagarsi anche nelle valli orobiche, in parte facilitata dal governo della Serenissima, che all'epoca era in contrasto con il papa, avendo espresso toni di condanna nei confronti dell'editto del cardinale Borromeo contro le dottrine "erronee".

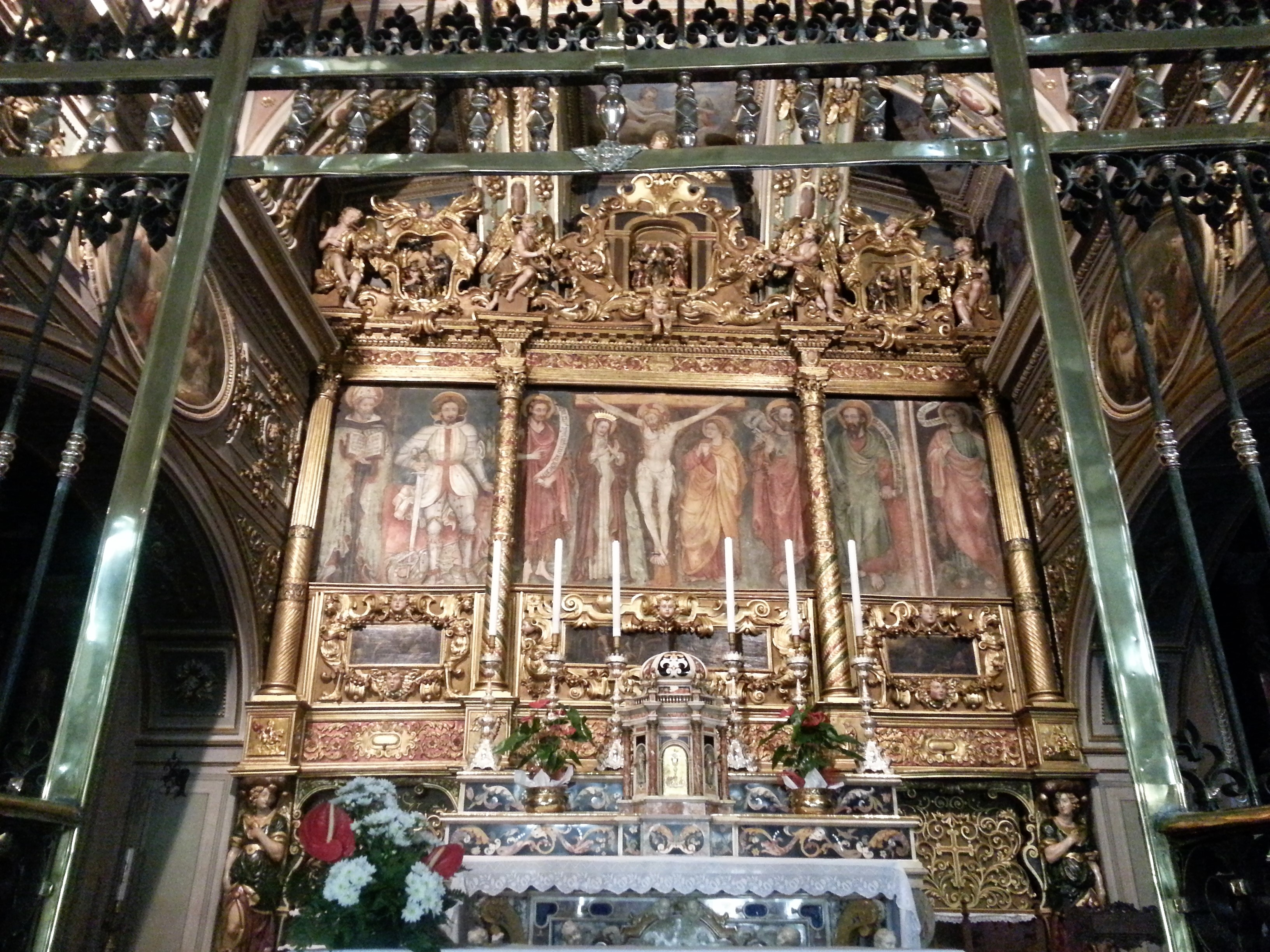
Affreschi attribuiti a Giacomo Busca posti sopra l'altare maggiore del santuario della Madonna delle Grazie

Il parroco Giacomo Gaffuri avvisò dell'accaduto il vicario, e questi l'arciprete di Clusone Decio Berlindis, che fece chiudere la casa dei Salera istituendovi il tribunale canonico. Vennero raccolte le deposizioni dei testimoni, che descrissero i fatti accaduti anche nei giorni seguenti l'apparizione mariana, la cui veridicità portò all'autorizzazione del culto e alla costruzione di un santuario dedicato alla Madonna delle Grazie, viste anche la numerose testimonianze di guarigioni inspiegabili. Gli atti del processo canonico sono conservati presso l'archivio del santuario.
La delibera del comune per la costruzione della chiesa risale al 13 gennaio 1608, mentre la posa della prima pietra è del 24 giugno dello stesso anno. Successiva è invece la costruzione del campanile, iniziata nel 1645.
Nel Seicento vi fu una vertenza tra il cappellano del santuario e il sacerdote della chiesa parrocchiale. Una bolla pontificia di papa Paolo V lasciava la nomina del cappellano del santuario a laici cittadini, senza tener conto della volontà del parroco. Questo creò non pochi screzi tra le due chiese, situazione non unica nella diocesi bergamasca.
Il santuario è dalla sua edificazione, luogo importante per le comunità sia di Ardesio, dei paesi vicini ma anche altri paesi valligiani, proprio alla Madonna vengono riconosciute le positive soluzioni di molti eventi ritenuti prodigiosi. Il santuario come importante luogo di vita pubblica, scriverà Annibale Messa: “non vi è pubblica o privata calamità o letizia che non trovi il suo epilogo davanti all'altare della Madonna delle Grazie.”

## Descrizione

### Esterno
La facciata principale della chiesa si apre sul grande sagrato, un disegno conservato presso il Museo Fantoni di Rovetta ne accerterebbe il progetto a Andrea Fantoni, anche se la parte subì diversi interventi successivi alla sua composizione iniziale. Il lato sud presenta il porticato realizzato negli anni venti del Novecento su progetto di Luigi Angelini.

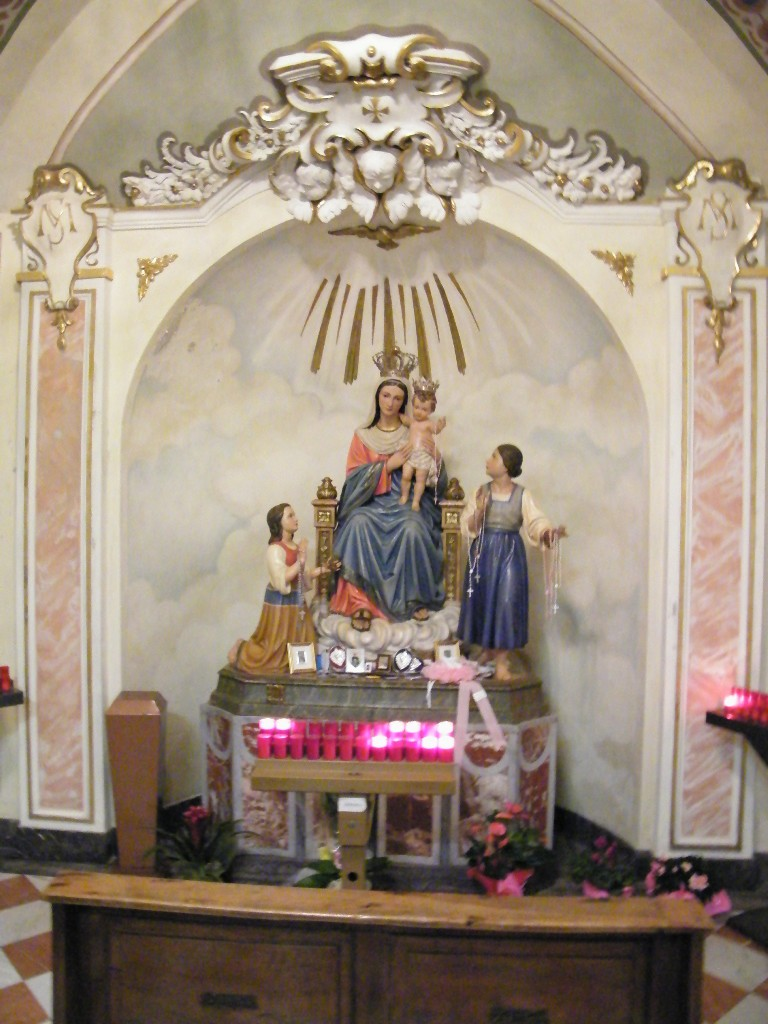
Madonna delle Grazie

### Interno
L'interno della chiesa è costituito da tre navate divise in quattro campate da tre colonne.
Attraverso quattro gradini si accede al presbiterio, dove si trova l'affresco della "stanza dei santi", opera di Giacomo Busca rappresentante Gesù in croce con a lato la Madonna e altri santi. Sulla volta del presbiterio c'è una tela di Domenico Carpinoni che rappresenta l'Immacolata con un coro di angeli. I due ovali affrescati ai lati del presbiterio sono opera di Antonio Guadagnini. Del medesimo artista le due grandi tele Le nozze di Cana e Adorazione dei Magi posti nelle due navate laterali.
L'altare maggiore è opera del Fantoni, è in gran parte di marmo e su di esso è raffigurato l'episodio dell'Apparizione. la navata conserva anche il dipinto San Giuseppe con Gesù adolescente opera di Giovan Battista Riva.
Nella chiesa, notevoli anche il pulpito, opera di Andrea Fantoni e il sontuoso organo di Giovanni Rogantino da Morbegno, con 1345 canne di cui 1255 di metallo e 90 di legno pregiato; la cassa, di origine rinascimentale, è composta da cinque campane e presenta numerosi intagli.
Nello scurolo si trova la statua della Madonna col Bambino, portata ogni anno il 22 giugno in processione. Nello scurolo si trovano esposti molti ex voto e alcune statue di scuola fantoniana raffiguranti il Compianto al Cristo morto.
La torre campanaria nei suoi 68 m. è tra le più alte della bergamasca. La sua altezza è indicata su un'epigrafe posta alla base.